# عوفرة حازة
عوفرة حازة (بالعبرية: עפרה חזה‏) (بالعبرية: עָפְרָה חָזָה) (1957 - 2000)، ويعرفها العرب باسم «عفراء هزاع»، مطربة، وممثلة يهودية إسرائيلية يمنية الأصل ذاع صيتها في الشرق الأوسط، أوروبا والولايات المتحدة خاصة بعد أن سجلت أغان يهودية يمنية تقليدية بتوزيع جديد متأثر بموسيقى البوب.

## حياتها
ولدت عوفرة حازة في 19 نوفمبر 1957 باسم «بات شيڤع حازة» في حي هاتيكفاه الفقير بجنوب مدينة تل أبيب لعائلة يهودية من أصل يمني، وكانت الصغرى بين تسعة أشقاء. بعد سنوات قليلة وعندما ما زالت طفلة، اقترح أشقاؤها على والداهم تغيير اسمها، فوافق الوالدان على تسميتها ب«عوفرة» (بمعنى «غزالة» أو «ظبية» وهو ايضا أحد معاني الكلمه العربيه عفراء). وكان الوالدان ييفت وشوشانة حازة قد هاجرا من اليمن إلى فلسطين عام 1944. كانت الأم شوشانة مطربة تقليدية في حفلات الزفاف ولأفراح المحلية. أما بنتها عوفرة فتجازت المحن التي رافقت نشأتها لتصبح رمزاً للنجاح في أوساط الجالية اليهودية ذوي الأصول اليمنية.

## البدايات
في 1971 عندما كانت في ال12 من عمرها غنت عوفرة حازة في حفلة زفاف حيث سمعها أحد المشتركين في الورشة المسرحية بالمركز الثقافي المحلي فدعاها إلى الانضمام إلى الورشة. في هذه الورشة المسرحية اجتمعت عوفرة حازة ببتسالئيل آلوني الذي أدار الورشة، والذي أصبح مديرها الشخصي في فترة لاحقة.
في 1974 اشتركت عوفرة حازة في «مسابقة الأغاني بأسلوب شرقي» وفازت بالمرتبة الثالثة، حيث دفعها هذا الإنجاز إلى تكريس أكثر من وقتها للطرب لتصبح مطربة محترفة. في 1975 اشتركت حازة مع زملائها من الورشة المسرحية في مسابقة التلفزيون الإسرائيلي للأغاني والتي كانت أكبر مهرجان موسيقي في إسرائيل آنذاك. في هذه السنة سافرت حازة إلى الولايات المتحدة مع فرقة مطربين وممثلين لإحياء حفلة موسيقية وتمثيلية باسم «هنا إسرائيل».
في 1979 مثلت عوفرة حازة شابة خفيفة العقل في فيلم بعنوان «شلاغر» ببطولة أكبر الممثلين الإسرائيليين آنذاك، وغنت الأغنية المركزية في الفيلم. لا يزال هذا المقطع من الفيلم يعتبر إحدى الذرى في حياتها، ومن هنا أصبحت من أشهر المطربات في إسرائيل.
في 1983 مثلت حازة التلفزيون الإسرائيلي في مسابقة يوروفيجن للأغاني التي أقيمت في تلك السنة بألمانيا. في هذه المسابقة فازت حازة بالمرتبة الثانية وأثارت اهتمام الجمهور الأوروبي فيما يعتبر أول خطوة لنجاحها في الساحة الدولية.
في 1984 سجلت حازة اسطوانة بعنوان «أغاني اليمن» التي شملت أغان يهودية يمنية تقليدية بتوزيع غربي عصري. رغم عدم نجاحها في السوق المحلية، أثارت هذه المجموعة من الأغاني التقليدية المحدثة اهتمام شركة الاسطوانات البريطانية "S Records". فبعد نشرها ببريطانيا حققت هذه الأغاني نجاحا كبيرا في أوروبا، وبشكل خاص أغنية «إم ننعالو».

## الشهرة
تأثرها بحبها لأصولها اليمنية، مكنها من الانتشار في الشرق الأوسط بشكل واسع ويبدو أنها نجحت في طي الفجوة بين إسرائيل والعالم العربي. ومع نجاحها المستمر تمكنت عفراء من إضافة نقاط جديدة إلى رصيدها الفني من خلال الغناء بلغات مختلفة مثل العربية، الإنجليزية، والفرنسية دون أن يؤثر ذلك في شعبيتها. كما أن مزج الموسيقى الربعية اليمنية مع الآلات الموسيقية الغربية خرج بثوب قشيب وحقق نجاحاً ساحقاً في أميركا وأوروبا ومكّن ذلك عفراء من الفوز بالعديد من الأسطوانات الذهبية والبلاتينية. وعفراء عبرت عن حبها لأصلها اليمني من خلال تمسكها بالتراث والطابع اليمني التقليدي في الكثير من أغانيها وحرصها على ارتداء الملابس والاكسسوارات اليمنية والتقليدية في كثير من حفلاتها وأغانيها.

## وفاتها
قضت عوفرة في الثالث والعشرين من شهر شباط سنة 2000 متأثرة بذات الرئة في ما نشر أن له علاقة بإصابتها بمرض الأيدز، وهو ما رفضت عائلتها نفيه أو تأكيده ويرجح البعض إلى كونه رغبة عفرة في بقاء هذا الأمر سراً. ومع ذلك فقد اهتمت العديد من الوسائط الإعلامية بملابسات وفاتها. وقد شيعت جنازتها التي حضرها إيهود باراك الذي كان رئيس وزراء إسرائيل في تلك الفترة ودفنت بعدها في قسم الفنانين في مقبرة ياركون في مدينة بتاح تكفا شرق تل أبيب.
بعد إعلان خبر وفاة عفرة، أعادت محطات الإذاعة الإسرائيلية إذاعة أغانيها وبشكل متواصل وقد كان إيهود باراك فيما وصفه بالخسارة الفادحة مشيداً في الوقت ذاته بعملها كممثلة ثقافية لإسرائيل وعلق حينها «لقد جاءت عفرة من هاتيكفاه ووصلت إلى قمة الثقافة الإسرائيلية وبرحيلها تركت أعمق الأثر في أنفسنا».
الجدير بالذكر أن عفرة كانت تزوجت من رجل الأعمال دورون أشكنازي، الذي توفي بعدها بعام فيما أشيع بأنه انتحر. وانتهت حياة كليهما بدون أطفال. وقد كان زواجها من "دورون أشكينازي" في الخامس عشر من يوليو عام 1997م وبعد وفاة عفراء هزاع في الثالث والعشرين من شهر فبراير سنة 2000م توفي "دورون أشكينازي" بعدها في السابع من أبريل عام 2001 تاركا ابنة من زواجه السابق وابن آخر بالتبني. لاحقا في عام 2007 في مناسبة ذكراها السنوية السابعة على وفاتها قامت البلدية ومكتب صندوق التنمية في تل أبيب باعادة تسمية جزء من منتزة عام في حي هاتيكفاه وأطلقوا عليه اسم منتزة عفراء تكريما لها في ذكراها.

## ألبوماتها
- 1974 - أهاڤاه ريشوناه («أول حب»، بالاشتراك مع ورشة مسرح حي هاتيكڤاه)
- 1976 - ڤيحوتس ميزه هاكول بسيدر («وما عدا ذلك، كل شيء على ما يرام»، بالاشتراك مع ورشة مسرح حي هاتيكفاه)
- 1977 - عتيق نوشان («عتيق قديم»، بالاشتراك مع ورشة مسرح شيخونات هاتيكفاه)
- 1978 - شير هاشيريم بيشعشوعيم («نشيد الأناشيد بالملاعبة»، بالاشتراك مع ورشة مسرح شيخونات هاتيكفاه)
- 1980 - عال أهاڤوت شيلانو (عن محباتنا)
- 1981 - بو ندابير (دعنا نتحدث)
- 1982 - پيتوييم (إغواء)
- 1982 - لييلاديم (للأطفال)
- 1983 - حاي (حي)
- 1983 - شيريه موليديت (أغاني الوطن)
- 1984 - بايت حام (بيت دافيء)
- 1984 - أغاني يمنية (شيريه تيمن)
- 1985 - آدامه (الأرض)
- 1985 - شيريه موليديت 2
- 1986 - ياميم نيشباريم (أيام محطمة)
- 1987 - شيريه موليديت 3
- 1987 - ألبوم هازهاڤ (الألبوم الذهبي)
- 1988 - شاداي
- 1988 - يمنايت لوف (حب يمني)
- 1989 - ديزيرت ويند (رياح الصحراء)
- 1992 - كيريا
- 1993 - أورينتال نايتس (ليالي شرقية)
- 1994 - كل هانيشاما (روحي)
- 1995 - كوين إن إكزايل (ملكة في المنفى) / لم يطرح إلى الأسواق
- 1997 - عوفرة حازة
- 1998 - آت مونترو جاز فيستيفال - حفلة مهجان الجاز في مونتر / تسجيل 1990
- 2000 - غريتست هيتز 1/ بيمانغينات هالف (أجمل الأغاني 1/ ألحان من القلب)
- 2001 - ميوزيك هيستوري (تاريخ الموسيقى)
- 2004 - غريتست هيتز 2/ بيمانغينات هالف (أجمل الأغاني 2/ ألحان من القلب)

## أغاني الأفلام
- 1988 - ألوان
- 1990 - ديك تريسي  [لغات أخرى]‏
- 1990 - البنفسجة البرية  [لغات أخرى]‏
- 1994 - لا رين مارجو (الملكة مارجو)
- 1998 - أمير مصر
- 1998 - المربية

## من أغانيها
| العام             | الأغنية       | المركز                  | المركز                            | المركز                               | المركز                        | الألبوم |
| العام             | الأغنية       | أفضل مئة أغنية (أميركا) | قائمة أغاني الروك الحديث (أميركا) | قائمة أغاني الروك الكلاسيكي (أميركا) | قائمة أفضل الأغاني (بريطانيا) | الألبوم |
| 1988 في الموسيقى ‏ | "إيم ننعيلوا" | -                       | #18                               | -                                    | #15                           | شاداي   |